# عمارت (فیلم ۱۹۴۹)
عمارت (انگلیسی: The Mansion) یک فیلم در ژانر ترسناک به کارگردانی کمال امروهی است که در سال ۱۹۴۹ منتشر شد. از بازیگران آن می‌توان به آشوک کومار و مدهوبالا اشاره کرد.